# Soodesh Satkam Callichurn
Soodesh Satkam Callichurn ist ein Politiker der Mouvement Socialiste Militant (MSM) aus Mauritius, der mehrmals Minister war und seit 2019 Minister für Arbeit, Entwicklung menschlicher Ressourcen und Ausbildung sowie seit 2021 Minister für Handel und Verbraucherschutz ist.

## Leben
Soodesh Satkam Callichurn begann nach dem Schulbesuch ein Studium der Rechtswissenschaften an der University of Wolverhampton, das er 2002 mit einem Bachelor of Laws (LL.B) beendete. Einen postgradualen Lehrgang im Bereich professionelle juristische Fähigkeiten an der City, University of London schloss er mit einem Diplom ab. Nach seiner Rückkehr war er zwischen 2005 und 2008 als Rechtsanwalt (Barrister) und zugleich von 2006 bis 2008 auch als Assessor am Gericht für gewerblichen Rechtsschutz sowie am Umwelt-Berufungsgericht tätig. Danach bekleidete er zwischen 2008 und 2014 das Amt eines Richters.
Callichurn wurde am 11. Dezember 2014 als Kandidat der Mouvement Socialiste Militant (MSM) erstmals zum Mitglied der Nationalversammlung gewählt und vertritt dort seither den Wahlkreis No. 5 Pamplemousses and Triolet. Vier Tage später wurde er am 15. Dezember 2014 Minister für Arbeit, Arbeitsbeziehungen, Beschäftigung und Ausbildung im dritten Kabinett von Premierminister Anerood Jugnauth. Das Amt als Minister für Arbeit, Arbeitsbeziehungen, Beschäftigung und Ausbildung bekleidete er vom 24. Januar 2017 bis zum 12. November 2019 auch im Kabinett von Premierminister Pravind Jugnauth.
Bholah wurde am 8. November 2019 für die MSM im Wahlkreis No. 5 Pamplemousses and Triolet abermals zum Mitglied der Nationalversammlung gewählt. Im Zuge der darauf folgenden Kabinettsumbildung übernahm er am 12. November 2019 in der Regierung von Premierminister Pravind Jugnauth das Amt als Minister für Arbeit, Entwicklung menschlicher Ressourcen und Ausbildung. Zusätzlich wurde er am 11. Februar 2021 auch zum Minister für Handel und Verbraucherschutz in das Kabinett Jugnauth berufen.